# Intention (Lied)
Intention (englisch für „Absicht“) ist ein englischsprachiger Rocksong, der von Milen Wrabewski geschrieben wurde. Mit dem Titel vertrat die Supergroup Intelligent Music Project Bulgarien beim Eurovision Song Contest 2022 in Turin.

## Hintergründe
Am 25. November 2021 gab das Bulgarische Nationale Fernsehen bekannt, dass die Gruppe Intelligent Music Project das Land beim kommenden Eurovision Song Contest vertreten werde. Der Schlagzeuger der Band, Stojan Jankulow nahm bereits am Eurovision Song Contest 2007 und 2013 teil.
Der Titel Intention wurde aus sechs Titeln der Band intern ausgewählt. Er wurde von Milen Wrabewski komponiert, getextet und mit Simon Phillips und Iwo Stefanow produziert. Wrabewski arrangierte ihn gemeinsam mit Stefanow und Biser Iwanow. Im Gegensatz zur Zusammensetzung der Band wurde das Schlagzeug in der Studioversion von Phillips gespielt. Alle anderen Instrumente wurden von den jeweiligen Mitgliedern der Gruppe gespielt.

## Inhaltliches
Laut Wrabewski werfe der Titel die Frage eines inneren Kampfes auf, den jede Person zu bewältigen habe. Als Gegensatz dazu stünden überholte Glaubens- und Verhaltensmuster, welche eine Person immer wieder zurückwerfe. Weiterhin sei der Titel auch an Eltern und Lehrer gerichtet und fordere sie dazu auf, ihre Kinder aus dem „Käfig“ zu lassen und ihren Drang nach Selbstverwirklichung nicht zu stoppen. Es sei ein Krieg mit sich selbst, den richtigen Weg zu finden.
Die erste Strophe beginnt nach einem kurzen Intro und wird anfangs nur von Gitarren begleitet. Erst kurz darauf setzt das Schlagzeug ein. Nach dem Pre-Chorus und dem Refrain kommt die Strophe mit dem titelgebenden „Intention“. Nach einem weiteren Pre-Chorus mit Refrain folgt eine Bridge, woraufhin ein Gitarrensolo folgt und ein letztes Mal der Refrain gesungen wird.

## Veröffentlichung
Der Name des Titels wurde am 25. November 2021 bekanntgegeben. Tatsächlich veröffentlicht wurde er samt einem Musikvideo am 5. Dezember. Es entstand unter der Regie von Wasil Stefanow und Alexander Petrow.

## Beim Eurovision Song Contest
Die Gruppe trat mit Intention im ersten Halbfinale des Eurovision Song Contest 2022 an. Gemäß der Regularien des Wettbewerbs, wonach nicht mehr als sechs Personen auf der Bühne stehen dürfen, wurden Ronnie Romero, Slawin Slawtschew, Dimitar Sirakow, Iwo Stefanow, sowie Bisser Iwanow und Stojan Jankulow ausgewählt. Am 29. März wurde bekanntgegeben, dass das Land die Startnummer 7 in ihrem Halbfinale am 10. Mai 2022 erhalten hat. Sie konnte sich jedoch nicht für das Finale qualifizieren und schied somit aus dem Wettbewerb aus.